# Euphorbia esula
Euphorbia esula L. es una especie fanerógama perteneciente a la familia de las euforbiáceas. Está incluida en la lista 100 de las especies exóticas invasoras más dañinas del mundo de la Unión Internacional para la Conservación de la Naturaleza.

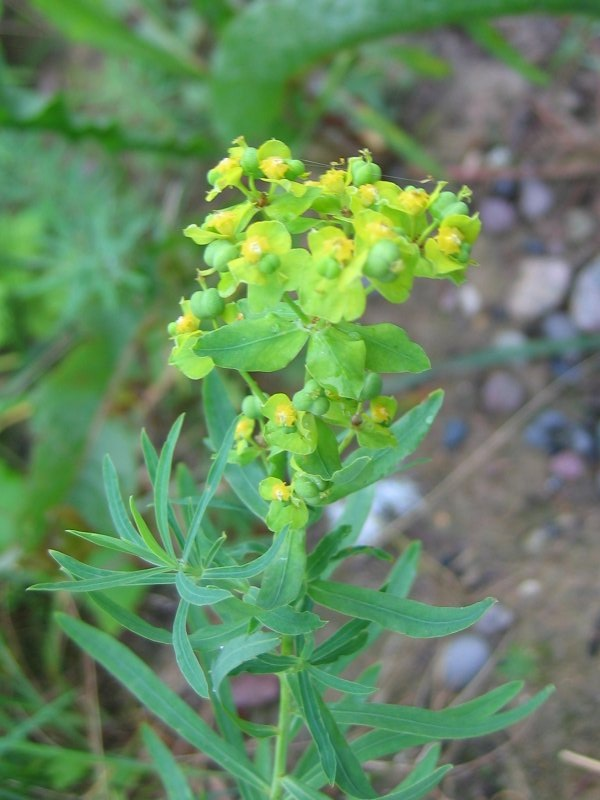
Vista de la planta

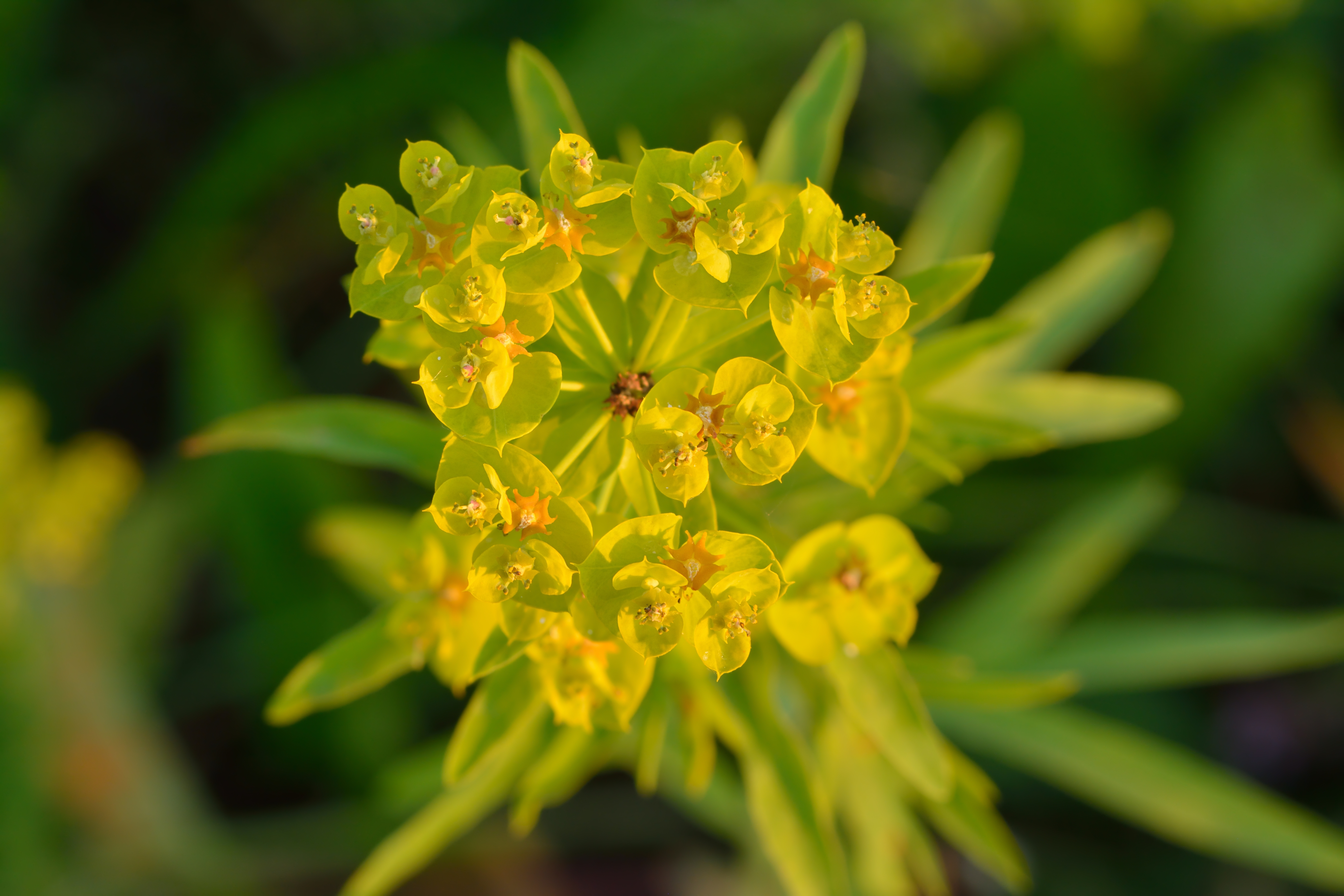
Detalle de la planta

## Distribución
Es una especie nativa del centro y sur de Europa (norte de Inglaterra, los Países Bajos y Alemania), y hacia el este a través de la mayor parte de Asia al norte del Himalaya a Corea y Siberia oriental.

## Descripción
Es una planta herbácea perenne que alcanza los 1-1,2 m de altura, con tallos ramificados desde la base.  Los tallos son lisos, peludos o un poco peludo.  Las hojas son pequeñas, lanceoladas, de 4-8.5 cm de largo y hasta 1 cm de ancho, con un margen ligeramente ondulado.  Las flores son pequeñas, producidas en umbelas con un par basal de color verde-amarillo brillante de pétalos como brácteas. Las agrupaciones de brácteas aparecen al final de la primavera, mientras que las flores reales no se desarrollan hasta principios de verano.  Todas las partes de la planta contienen una savia tóxica de color blanco lechoso.

## Cultivo
Se reproduce fácilmente por semillas que tienen una alta germinación tipo y pueden permanecer viables en el suelo durante al menos siete años. Las semillas son expulsadas de las cápsulas abiertas de forma explosiva, la dispersión de las semillas alcanza hasta 5 m desde la planta madre, y puede ser dispersada por el agua y la fauna. También se propaga vegetativamente a partir de la raíz, que es compleja, se conoce que llega a 8 metros en la tierra y con 5 m de ancho, y puede tener numerosos brotes.

## Variedades
Hay dos subespecies y un híbrido de las subespecies:
- Euphorbia esula subsp. esula . Hojas más anchas cerca ápice; umbela con brácteas 5 - 15 mm.
- Euphorbia esula subsp. tommasiniana (Bertol.) Kuzmanov (syn. E. waldsteinii (Sojak) ARSmith; E. virgata Waldst. & Kit.).  Hojas más amplias en el centro; umbela con brácteas 12-35 mm.  Europa oriental, Asia occidental.
- Euphorbia esula nothosubsp. pseudovirgata (Schur) Govaerts.  Híbrido entre las dos subespecies.

## Taxonomía
Euphorbia esula fue descrita por Carlos Linneo y publicado en Species Plantarum 1: 461. 1753.
Etimología
Euphorbia: nombre genérico que deriva del médico griego del rey Juba II de Mauritania (52 a 50 a. C. - 23), Euphorbus, en su honor – o en alusión a su gran vientre –  ya que usaba médicamente Euphorbia resinifera. En 1753 Carlos Linneo asignó el nombre a todo el género.
esula: epíteto latino que significa
Citología
Número de cromosomas de Euphorbia esula (Fam. Euphorbiaceae) y táxones infraespecíficos: 2n=20
Sinonimia
- Tithymalus esula (L.) Hill (1768).
- Keraselma esula (L.) Raf. (1838).
- Euphorbia esula var. genuina Boiss. in A.P.de Candolle (1862), nom. inval.
- Euphorbion esulum (L.) St.-Lag. (1880).
- Galarhoeus esula (L.) Rydb. (1931). [9][10]